# Юркино (Свердловская область)
Юркино — посёлок в Свердловской области России, административно подчинённый городу Ивделю. Входит в Ивдельский муниципальный округ.

## Географическое положение
Юркино расположено в 23 километрах (по дорогам в 28 километрах) к северу от города Ивделя, в лесной местности, на правом берегу реки Лозьвы. Автомобильное сообщение с посёлком затруднено. В окрестностях посёлка расположено озеро-старица Юркинское. В в 2,5 километрах к западу от посёлка проходит ветка Ивдель — Полуночное Свердловской железной дороги.

## Население
| 2002 | 2010 |
| ---- | ---- |
| 0    | →0   |